# 宮塚英也
宮塚英也（みやづか ひでや、1964年1月16日 - ）は、日本のトライアスロン選手、元プロトライアスリート。世界最高峰のアイアンマンレース、アイアンマンハワイワールドチャンピオンシップにおいて、日本人として唯一トップ10入りを果たした。2002年に現役引退。

## プロフィール
長崎県出身。九州東海大学（現在は東海大学に統合）農学部畜産学科卒。株式会社ハイディア取締役。身長168cm、体重62kg。
アイアンマントライアスロンの最高峰レース「アイアンマンハワイワールドチャンピオンシップ」で日本人としてただ一人、2度（1988年と1994年）に亘ってトップ10入りを果たした。
| 1988年 第2回日本トライアスロン選手権波崎大会 | 優勝 |
| 1990年 第6回全日本トライアスロン宮古島大会   | 優勝 |
| 1991年 第7回全日本トライアスロン宮古島大会   | 2位  |
| 1992年 第8回全日本トライアスロン宮古島大会   | 優勝 |
| 1992年 アイアンマン・ジャパン IN びわ湖      | 3位  |
| 1993年 第9回全日本トライアスロン宮古島大会   | 優勝 |
| 1994年 第10回全日本トライアスロン宮古島大会  | 2位  |
| 1995年 第11回全日本トライアスロン宮古島大会  | 2位  |
| 1996年 第12回全日本トライアスロン宮古島大会  | 優勝 |
| 1997年 第2回日本ロングディスタンス選手権     | 優勝 |
| 2001年 第17回全日本トライアスロン宮古島大会  | 3位  |
| 2002年 第18回全日本トライアスロン宮古島大会  | 2位  |

| 1988年 アイアンマン・ハワイ           | 9位  |
| 1989年 アイアンマン・ハワイ           | 14位 |
| 1990年 アイアンマン・ハワイ           | 11位 |
| 1992年 アイアンマン・ニュージーランド | 8位  |
| 1992年 アイアンマン・カナダ           | 4位  |
| 1992年 アイアンマン・ハワイ           | 12位 |
| 1994年 アイアンマン・ハワイ           | 10位 |
| 1997年 アイアンマン・ランサローテ     | 15位 |
| 1997年 アイアンマン・ハワイ           | 16位 |
| 1999年 アイアンマン・スイス           | 9位  |
| 1999年 アイアンマン・カナダ           | 17位 |
| 2000年 アイアンマン・オーストラリア   | 6位  |
| 2000年 アイアンマン・ハワイ           | 18位 |
| 2001年 アイアンマン・レイクプラシッド | 5位  |
| 2002年 アイアンマン・ランカウイ       | 7位  |
| 2002年 アイアンマン・コリア           | 5位  |